# Вильдосо Кальдерон, Гидо
Гидо Вильдосо Кальдерон (исп.  Guido Vildoso Calderón, 5 апреля 1937, Кочабамба, Боливия) — боливийский политический и военный деятель. Генерал, Президент Республики Боливия в 1982 году. Был назначен на пост армейским командованием в период глубокого экономического и политического кризиса и передал власть гражданскому правительству после 78 дней правления.

## Биография
Гидо Вильдосо Кальдерон родился 5 апреля 1937 года в Кочабамбе, Боливия. В 1953 году окончил Военный колледж сухопутных войск, затем продолжил обучение в других военных учебных заведениях. Преподавал во всех образовательных учреждениях боливийской армии. Обучался на курсах штабной подготовки в военных училищах США, Панамы и Бразилии, окончил командные курсы Школы Генерального штаба армии Аргентины. Был начальником Штабного колледжа. В период правления Уго Бансера, в 1976 — 1978 годах, занимал пост министра здравоохранения и социальной защиты. В 1980 — 1981 годах командовал VII дивизией армии Боливии. В декабре 1981 года получил звание бригадного генерала.

### Семьдесят восемь дней
В январе 1982 года, в правление генерала Сельсо Торрелио, Гидо Вильдосо был назначен начальником генерального штаба армии Боливии. 19 июля 1982 года хунта трёх родов войск боливийской армии назначила Гидо Вильдосо президентом Боливии после отставки Торрелио. К этому времени экономический и политический кризис в стране достиг такой глубины, что дальнейшее нахождение армии у власти уже не представлялось возможным. Гидо Вильдосо заявил о намерении провести всеобщие двухступенчатые выборы в апреле 1983 года, однако это решение встретило сопротивление оппозиции и населения страны, которые требовали от правительства либо передать власть избранному в 1980 году Эрнану Силесу Суасо, либо провести выборы до конца года. В начале сентября студенты блокировали улицы боливийской столицы с требованиями отставки военного правительства, а 7 сентября Левое революционное националистическое движение организовало в Ла-Пасе манифестацию, завершившуюся волнениями. Десятки тысяч людей прошли по центральному проспекту столицы под лозунгом «Долой страдания, голод и военную диктатуру!». По примеру Ла-Паса около десяти тысяч жителей Санта-Круса собрались на митинг с требованием проведения выборов, а рабочие Кочабамбы провели «народное собрание», которое объявило забастовку, парализовавшую промышленность города. В тот же день митинги и забастовки распространились на другие города Боливии. 17 сентября 1982 года по призыву Боливийского рабочего центра в стране началась всеобщая забастовка, которая должна была продолжаться до тех пор, пока военные не откажутся от власти, а в Ла-Пасе стотысячная толпа шесть часов блокировала правительственные здания. Гидо Вильдосо и командование армией были вынуждены в тот же день принять делегацию оппозиции и пообещать, что соберут Конгресс и передадут власть Силесу Суасо 5 октября 1982 года. В указанный день собравшийся Конгресс избрал новым президентом страны Эрнана Силеса Суасо, лидера левого Фронта демократического и народного единства, не допущенного к власти военными в 1980 году. 10 октября 1982 года Гидо Вильдосо Кальдерон передал ему пост президента Боливии.

### После отставки
Гидо Вильдосо отошёл от политической деятельности, а в январе 1983 года вместе с другими бывшими главами военных правительств был отправлен в отставку из армии новым президентом. Он вернулся в Кочабамбу, где продолжил жить как частное лицо В начале XXI века Гидо Вильдосо остался одним из четырёх ныне живущих военных правителей Боливии. Последний раз он появился на публике вместе с президентом Эво Моралесом сначала в президентском дворце, а затем на военном параде 7 августа 2010 года в Санта-Крусе. В апреле 2011 года генерал в числе пяти бывших президентов страны был приглашён Эво Моралесом в президентский дворец для обсуждения проблемы выхода Боливии к морю. В январе 2013 года Гидо Вильдосо выступил в боливийской печати, где изложил свой взгляд на развитие здравоохранения в Боливии в последние 30 лет. Он отметил достижения правительства Моралеса в области образования, в распространении медицинских услуг на малообеспеченные слои населения, а также увеличение расходов на здравоохранение, однако посчитал эти расходы недостаточными. Вильдосо назвал самыми проблемными местами системы медицинского обслуживания страны лечение новых заболеваний и охрану материнства и детства. Он также настаивал на разработке программы продовольственной безопасности, которая устранила бы проблему хронического недоедания среди бедных слоёв населения.